# Ayşegül İşsever
Ayşegül İşsever (Ankara, 20 settembre 1962) è un'attrice turca, nota per aver interpretato il ruolo di Semiha Yıldırım nella serie Love Is in the Air (Sen Çal Kapımı).

## Biografia
Ayşegül İşsever è nata il 20 settembre 1962 ad Ankara (Turchia), e oltre alla recitazione si occupa anche di teatro.

## Carriera
Ayşegül İşsever dopo aver completato i suoi studi superiori, si è laureata presso il dipartimento teatrale del conservatorio statale dell'Università di Istanbul. Ha avuto la sua prima esperienza teatrale lavorando al teatro per bambini Ali Atik-Ayşegül Atik durante i suoi anni da studente. Dal 1987 ha lavorato come artista teatrale presso l'Istanbul City Theatre. Successivamente ha preso parte alla commissione disciplinare dell'istituzione; si è dimessa da questa posizione dopo l'espulsione dell'attore Levent Üzümcü nel 2015.
Oltre a recitare in teatro, ha recitato in serie televisive come nel 2014 in Diriliş: Ertuğrul Gazi, nel 2015 in Yaz'ın Öyküsü, nel 2016 in Love of My Life (Hayatımın Aşkı) e nel 2018 in Bizim Hikaye. Nel 2020 e nel 2021 ha interpretato il ruolo di Semiha Yıldırım nella serie Love Is in the Air (Sen Çal Kapımı).
È stata nominata Direttrice Artistica Generale dei Teatri della Città di Istanbul il 19 novembre 2021. È la terza artista donna ad essere nominata in questa posizione dopo Gencay Gürün e Ayşenil Şamlıoğlu.

## Filmografia

### Cinema
- Kızlar Sınıfı Yarışıyor, regia di Orhan Elmas (1985)
- Görümce, regia di Kivanç Baruönü (2016)

### Televisione
- Alıştık Artık – serie TV (1989)
- Hastane – serie TV (1993)
- Üzgünüm Leyla – serie TV, 2 episodi (2000)
- Emanet – serie TV (2002)
- Kadın İsterse – serie TV, 4 episodi (2004-2005)
- Belalı Baldız – serie TV, 1 episodio (2005)
- Dolunay – serie TV (2005)
- Ömer Seyfettin: Perili Köşk – film TV (2005)
- Seyfettin: Niçin Zengin Olmadı? – film TV (2005)
- Kandil – film TV (2005)
- Affedilmeyen – serie TV (2007)
- Gazi – serie TV, 19 episodi (2008)
- Doludizgin Yıllar – serie TV (2008-2009)
- Sudan Sebepler – serie TV (2011)
- Adını Feriha Koydum – serie TV, 9 episodi (2012)
- Firuze – serie TV (2013)
- Diriliş Ertuğrul – serie TV, 8 episodi (2014)
- Yaz'ın Öyküsü – serie TV, 12 episodi (2015)
- Love of My Life (Hayatımın Aşkı) – serie TV, 17 episodi (2016)
- İkisini de Sevdim – serie TV (2017)
- Bizim Hikaye – serie TV, 3 episodi (2018)
- Güvercin – serie TV, 3 episodi (2019)
- Love Is in the Air (Sen Çal Kapımı) – serie TV, 6 episodi (2020-2021)

## Teatro
- Ateşli Sabır (2012)
- Son(suz) Öykü (2015)
- Felatun Bey ile Rakım Efendi (2018)

## Doppiatrici italiane
Nelle versioni in italiano dei suoi film e delle sue serie TV, Ayşegül İşsever è stata doppiata da:
- Marta Altinier[21] in Love of My Life[22]
- Graziella Polesinanti[23] in Love Is in the Air[24]